# بلوملیسپ
بلوملیسپ (به لاتین: Blüemlisalp) یک کوه در سوئیس است که در کانتون برن واقع شده‌است. بلوملیسپ ۳٬۶۶۱ متر بالاتر از سطح دریا واقع شده‌است.